# Bundesautobahn 3
De Bundesautobahn 3 (kort BAB 3, A3 of 3) is een van de belangrijkste Duitse autosnelwegen die loopt van de Nederlandse grens bij Bergh/Elten in zuidoostelijke richting tot aan de Oostenrijkse grens bij Passau. Na de A7 is het de langste snelweg van Duitsland (769 kilometer). Het verbindt Nederland met het Ruhrgebied, Keulen, het Rijn-Maingebied, Franken, Oost-Beieren en Oostenrijk. De weg is onderdeel van de Europese wegen E34, E35, E41, E42, E44, E45 en E56.
De A3 doorkruist van west naar oost de volgende deelstaten: Noordrijn-Westfalen, Rijnland-Palts, Hessen en Beieren. Enkele steden aan de A3 zijn Oberhausen, Düsseldorf, Keulen, Wiesbaden, Frankfurt am Main, Würzburg, Nürnberg en Passau.

## Verloop

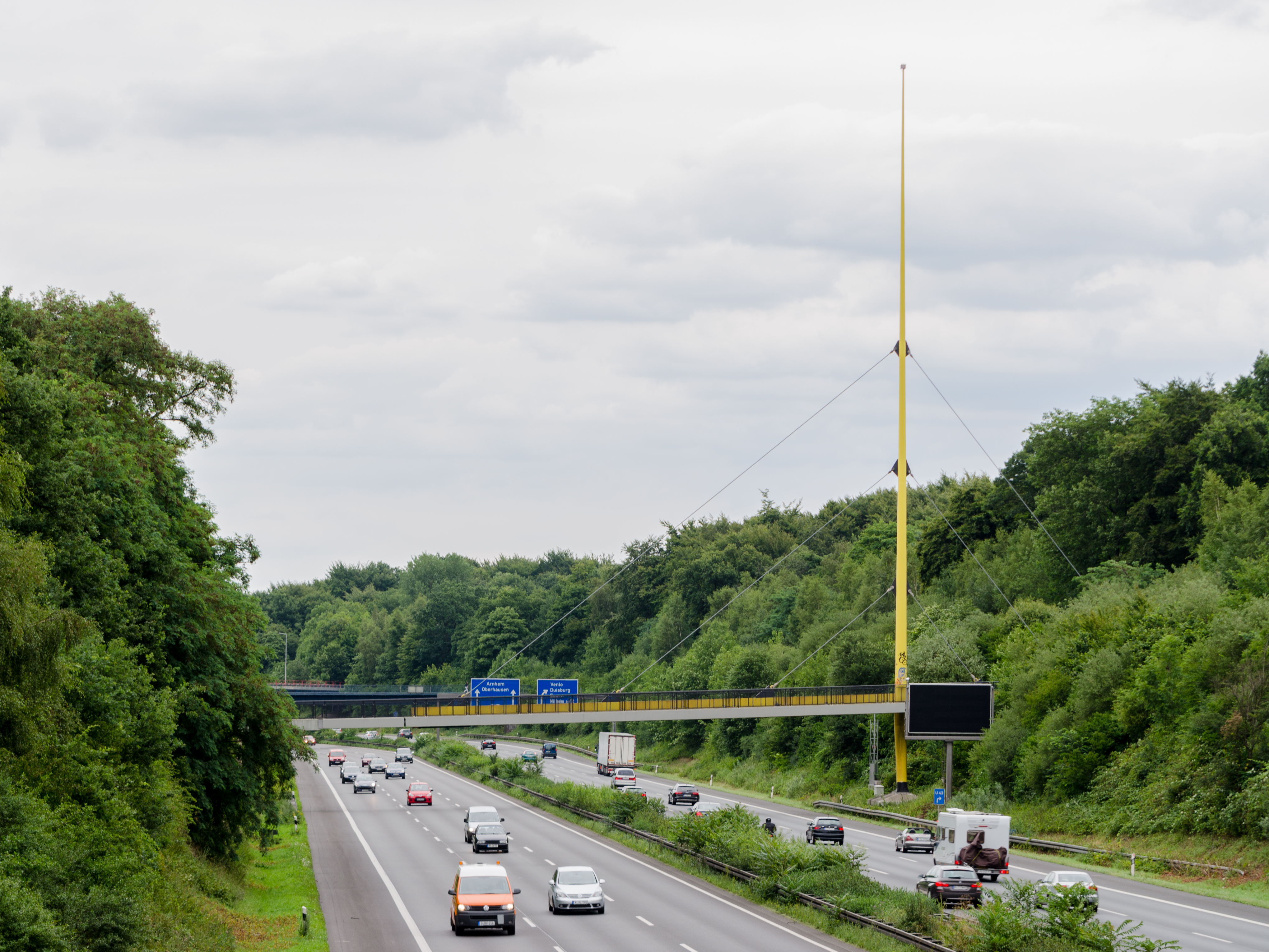
In het Duisburger Stadtwald met de "Expo-Brücke" van de Wereldtentoonstelling van 1958 in Brussel. (2015)

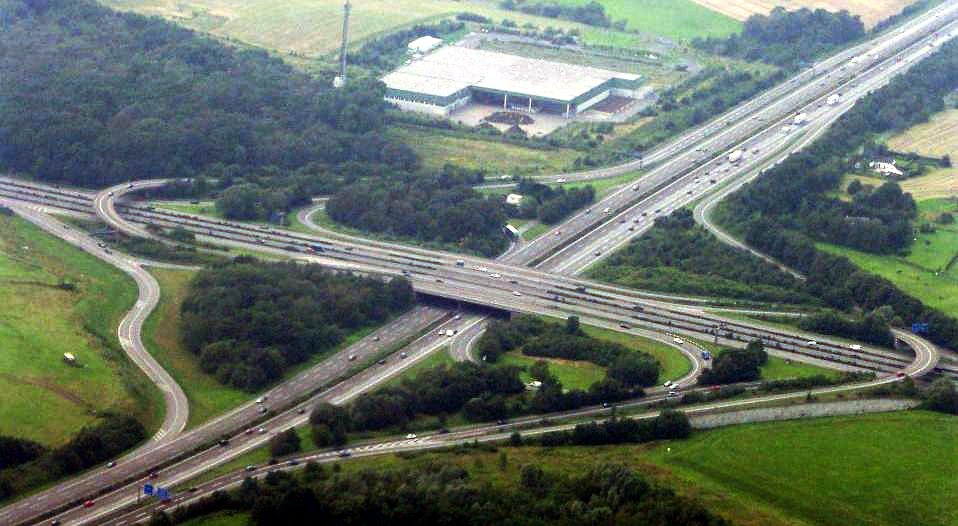
Kreuz Breitscheid vanuit de lucht gezien. De A3 loopt van boven (Oberhausen) naar beneden (Keulen) en kruist de A52 van links (Düsseldorf) naar rechts (Essen) en de A524 net buiten beeld. (2005)

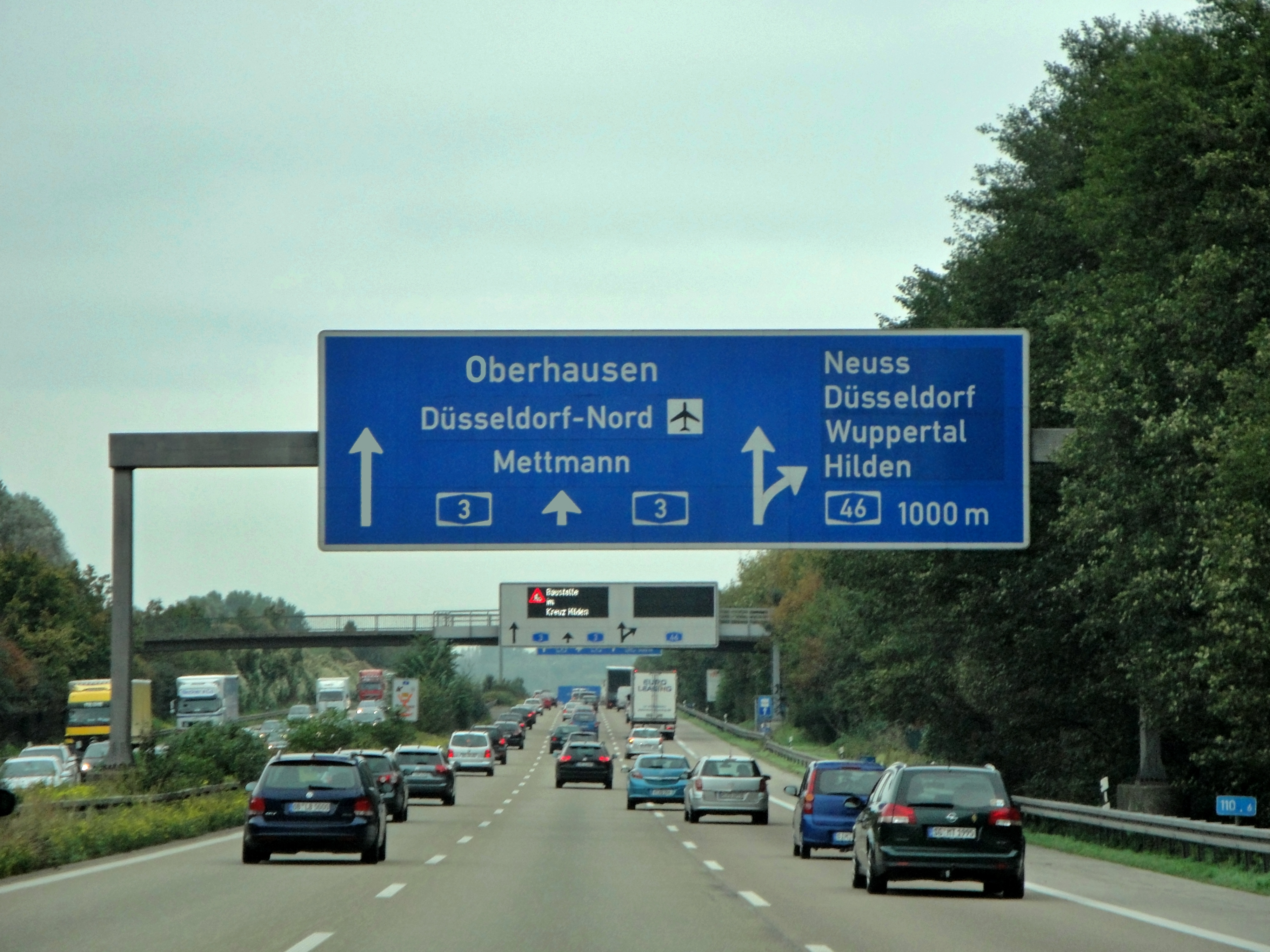
De A3 bij Kreuz Hilden. (2010)

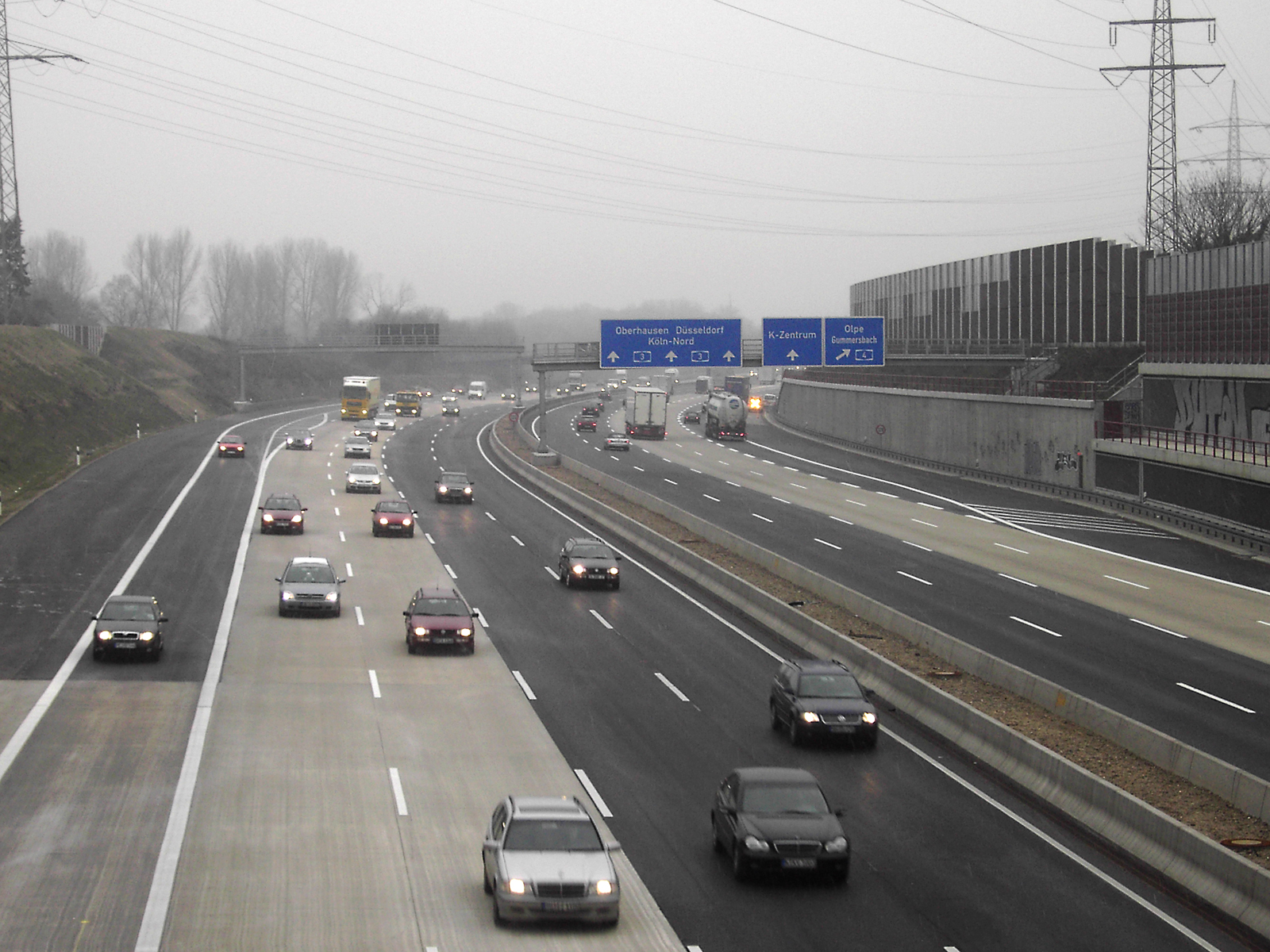
2x4 rijstroken in de Keulse ring. (2006)

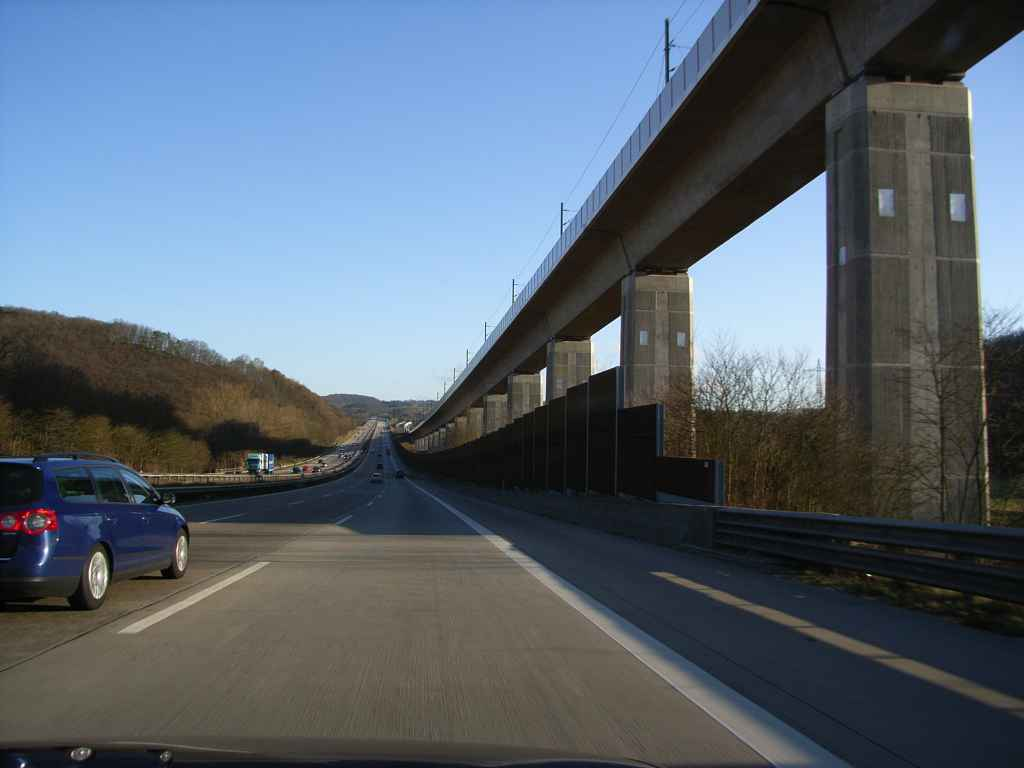
Parallel aan de A3 de hogesnelheidslijn Keulen - Frankfurt met de Hallerbachtalbrücke bij Neustadt (Wied). (2007)

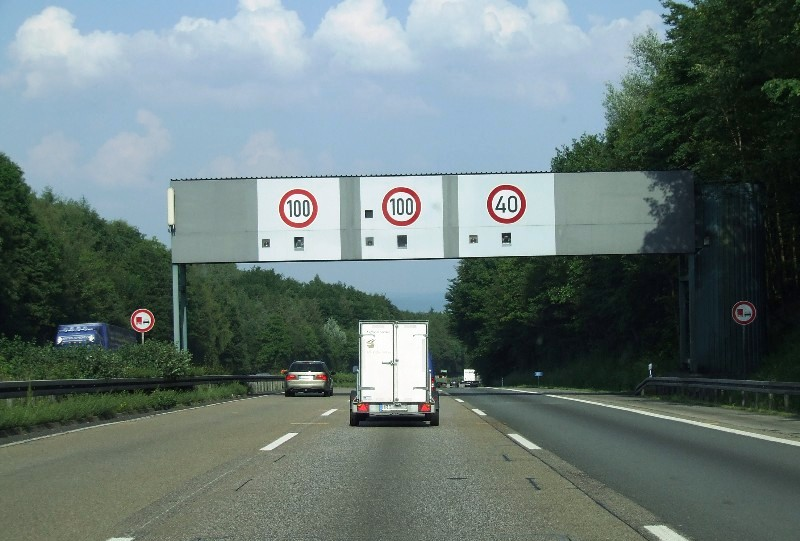
De snelheidscontrole op de Elzer Berg, sinds november 2014 geldt ook op de rechter rijstrook een maximumsnelheid van 100 km/h. (foto uit 2007)

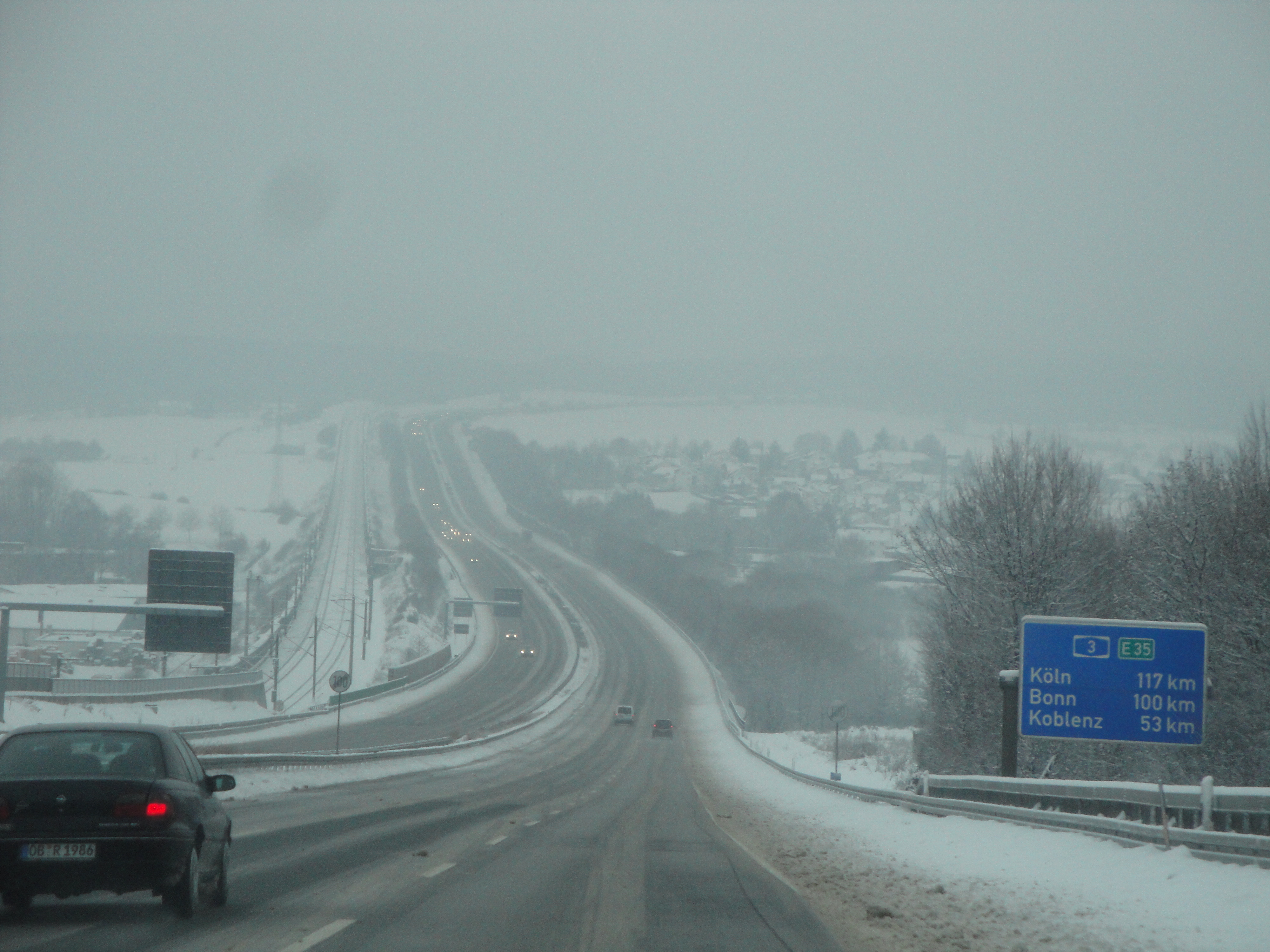
De Elzer Berg in de winter. (2010)

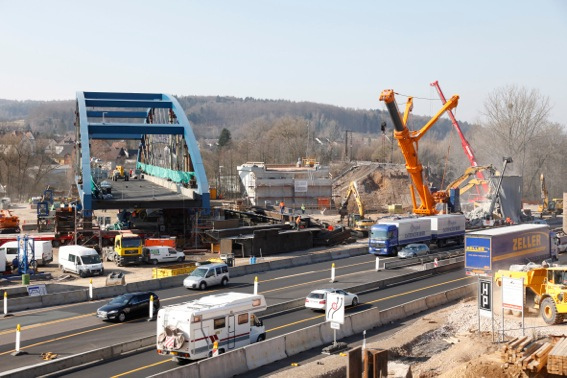
Nieuwbouw van een spoorbrug in Hösbach in oktober 2011

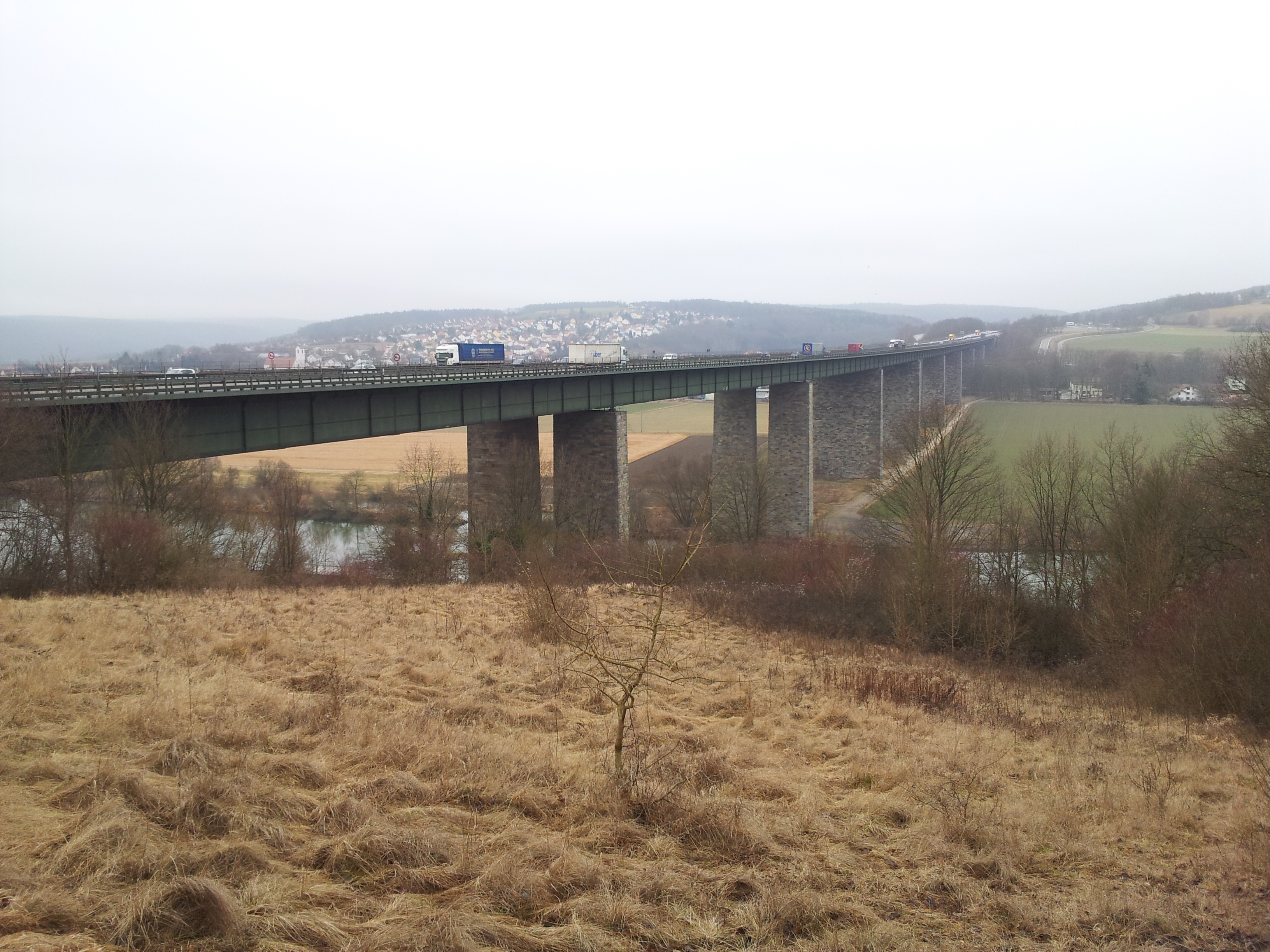
Donaubrücke Sinzing bij Regensburg. (2012)

De A3 begint bij grensovergang Bergh Autoweg in Noordrijn-Westfalen als vervolg van de Nederlandse A12 met 2x2 rijstroken. Tot Oberhausen passeert de snelweg de plaatsen Emmerich, Wesel en Dinslaken onderweg naar het Ruhrgebied. Bij Kreuz Oberhausen moet men om op de A3 te blijven afslaan (zogenaamde TOTSO), omdat de doorgaande richting naar het zuiden overgaat in de A516, het stadscentrum van Oberhausen in. In oostelijke richting begint hier de A2 richting Hannover en Berlijn. Vanaf hier heeft de A3 2x3 rijstroken. Door het westelijke Ruhrgebied worden de steden Oberhausen, Duisburg, parallel aan de A59 tussen Dinslaken en Düsseldorf evenals Ratingen en de oost-westverbindingen A42, A40 en A52 verbonden, voordat de deelstaathoofdstad Düsseldorf op afstand ten oosten wordt gepasseerd. In verder verloop tot Kreuz Leverkusen verloopt de A3 parallel aan de A59 tussen de steden Keulen en Düsseldorf, die tevens een alternatieve route is. Vanaf Leverkusen, waar de A1 (Hamburg - Keulen) gekruist wordt, vormt de A3 de oostelijke Ring van Keulen. Door de hoge verkeersintensiteiten is dit trajectdeel filegevoelig, waardoor het tracé tussen Keulen-Mülheim en Dreieck Heumar 2x4 rijstroken heeft. Tussen Kreuz Köln-Ost en Dreieck Heumar verloopt de A4 (Aken - Olpe) over een gemeenschappelijk tracé met de A3. Achter Keulen heeft de snelweg weer 2x3 rijstroken en doorkruist de stad Siegburg, waar het Kreuz Bonn/Siegburg met de A560 naar Bonn verbonden wordt. Daarna wordt het landschap sterk heuveligachtig door het Zevengebergte evenals het Westerwald waarna de deelstaat Rijnland-Palts wordt binnengereden.
Tot in het Rijn-Maingebied heeft de snelweg talrijke beklimmingen en dalingen, waarbij de bekendste zich bevinden in het Hallerbachtal en op de Elzer Berg. Eveneens verloopt het grotendeels parallel aan de in 2002 geopende hogesnelheidslijn Keulen - Frankfurt. De niet ver van Koblenz gelegen Dreieck Dernbach buigt de A48 naar Trier af. Daarna wordt de in Westerwald gelegen stad Montabaur verbonden, vervolgens de regio Limburg en daarna wordt de deelstaat Hessen bereikt. De huidige Lahntalbrücke wordt ook door lokaal verkeer gebruikt en is sinds 2016 door nieuwbouw met 2x4 rijstroken vervangen. Aansluitend loopt het tracé over de Taunus de vlakte van het Rijn-Maingebied in. Bij het Wiesbadener Kreuz wordt de A66 gekruist, die de beide grootste steden van de regio, Frankfurt am Main en de deelstaathoofdstad Wiesbaden verbindt. Nadat met de Mainbrücke Raunheim de Main overbrugd wordt, buigt bij het Mönchhof Dreieck de A67 af, die een route richting Stuttgart en Zwitserland vormt. Direct daarna doorkruist de A3 het terrein van de Flughafen Frankfurt am Main, de grootste van Duitsland. Over twee rolbaanbruggen rijden de vliegtuigen naar het ten noorden van de A3 gelegen landingsbaan. Ook bevindt zich het ICE-station van de luchthaven direct net noorden van de A3, waar voetgangers via een brug over de A3 gaan die het station en de terminals verbindt. Aansluitend wordt het drukste knooppunt van Duitsland, het Frankfurter Kreuz aangedaan, die de verbinding vormt met de A5 (Kassel - Basel).
Tot Aschaffenburg wordt een groot bosgebied doorkruist. Vervolgens wordt Frankfurt met 2x4 rijstroken ten zuiden gepasseerd. De aansluiting Frankfurt-Süd, die zich nabij het stadion bevindt, is de enige directe verbinding met Frankfurt. Bij Offenbacher Kreuz sluit de A661, die Frankfurt ten oosten passeert, aan. De weg vervolgt weer met 2x3 rijstroken langs de noordelijke steden Offenbach am Main, Hanau en Seligenstadt, die eveneens met een eigen aansluiting verbonden zijn. Midden in het Seligenstädter Dreieck, wat het eindpunt van de A45 richting Dortmund is, loopt de deelstaatgrens met Beieren. De Main wordt met de Mainbrücke Stockstadt opnieuw overbrugd en Aschaffenburg evenals de voorsteden Goldbach en Hösbach, waar twee landtunnels zijn gebouwd, verbonden. Vanaf de gemeente Weibersbrunn de weg de heuvelachtige Spessart in.
Achter de derde kruising van de Main bij de Mainbrücke Bettingen verloopt de snelweg over ongeveer zes kilometer door Baden-Württemberg. Kort daarna passeert Würzburg aan de zuidkant, nadat bij Dreieck Würzburg-West de A81 richting Stuttgart afbuigt. Zuidelijk van Würzburg wordt de Main met de Mainbrücke Randersacker voor de vierde maal gekruist, voordat de A3 weer 2x2 rijstroken krijg, wordt de Main bij de Mainbrücke Dettelbach bij Kitzingen voor een vijfde maal gekruist en vervolgt de weg richting Neurenberg. Dit trajectdeel loopt door het Steigerwald en heeft hoge verkeersintensiteiten. Na Höchstadt an der Aisch en Erlangen wordt Neurenberg ten noordoosten gepasseerd. Bij Erlangen kruist de A73 (Feucht - Suhl). De snelweg doorkruist het Neurenberger Reichswald, waarin twee knooppunten liggen die de A3 met de A9 (Berlijn - München) en met de A6 (Saarbrücken - Praag) verbinden.
Achter Neurenberg wordt, voorbij Neumarkt in der Oberpfalz, de Fränkische Alb doorkruist en bij Regensburg het Donaudal bereikt. Tot Passau verloopt de snelweg parallel aan de rivier (deze wordt ook meerdere malen gekruist) en passeert Straubing en Deggendorf (A92 naar München), waarna de eerste heuvels van het Beierse Woud doorkruist wordt. Bij Passau buigt de route naar het zuiden af, voert door het Neuburger Wald en kruist de Inn, de grensrivier tussen Duitsland en Oostenrijk. De snelweg gaat verder Oostenrijk in als Innkreis Autobahn A8, verder naar Linz.

## Geschiedenis

### Snelwegbouw

#### 1931 tot 1943
De eerste plannen voor het noordelijke trajectdeel tussen Emmerich en Oberhausen, de zogenaamde "Hollandlinie" (Reichsautobahnstrecke 92), dateren uit het jaar 1936. Ondanks de moeilijkheden bij de tracering (industriegebieden in Oberhausen en Dinslaken werden doorkruist) kon al in juli 1939 met de bouw begonnen worden. Door de Tweede Wereldoorlog moesten de bouwwerkzaamheden al in oktober van hetzelfde jaar tot juli 1940 gestaakt worden. In mei 1942 werd volledig met de bouw gestopt. Ongeveer een derde van de aardenbaan was gereed en het hele traject was al vrijgemaakt, tevens was gestart met de bouw van 29 kunstwerken.
De eerste plannen voor het traject Keulen - Düsseldorf gaan helemaal terug tot het jaar 1925. Nadat sinds 1929 in provinciaal verband van de Pruisische Rijnprovincie het tracé Keulen - Düsseldorf vastgelegd was, werd in 1931 met de bouw van een 2,5 kilometer trajectdeel bij Opladen begonnen, die het tracé van de Fernverkehrsstraße 8 verkorte en op 27 september 1933 geopend werd. Het zuidelijke deel van dit traject werd bij verdere bouw in de volgende jaren niet verder gebruikt door de verandering van de route, hierdoor is dit deel een eenvoudige randweg geworden, tegenwoordig onderdeel van de B8/L288 (Bonner Straße).
In de jaren tot 1940 werd de overige Reichsautobahn van Oberhausen (met aansluiting op de A2) via Keulen naar Wiesbaden stap voor stap gebouwd. Het 25 kilometer lange tracé van Keulen-Mülheim tot Mettman werd op 21 mei 1936 voor het verkeer vrijgegeven. In hetzelfde jaar volgde de opening van het tracé van Breitscheid tot Oberhausen-Lirich/Duisburg-Meiderich in noordelijke richting. In 1937 volgde de noordelijke verlenging tot het huidige Kreuz Oberhausen en de sluiting van het gat tussen Mettmann en Breitscheid.
Het zuidelijke traject liet de Direktion Reichsautobahnen gelijktijdig zowel vanaf Keulen richting het zuiden als ook vanaf Wiesbaden richting het noorden bouwen. De deeltrajecten tussen Kreuz Köln-Mülheim en Siegburg met 30 kilometer lengte werd op 17 december 1937 na rond 3 jaar bouwtijd voor het verkeer vrijgegeven. Een jaar later, op 15 december 1938, volgde het 12 kilometer lange trajectdeel tot aansluiting Siebengebirgte en op 20 september 1939 volgde de verdere 30 kilometer tot Dierdorf.
Het zuidelijke trajectdeel met 48 kilometer lengte tussen de toenmalige aansluiting Wiesbaden, tegenwoordig Wiesbadener Kreuz, en de aansluiting Limburg-Nord werd op 23 september 1939 voor het verkeer vrijgegeven. Het grootste kunstwerk op dit deel was de toen rond de 500 meter lange en 60 meter hoge Lahntalbrücke. Het 41,5 kilometer lange gat tussen Limburg en Dierdorf werd op 15 juni 1940 gesloten. Aan de bouw van het traject ten zuiden van de Wiesbadener Kreuz met de Mainbrücke tussen Raunheim en Eddersheim werd in 1938 gestart en moest begin 1943 gereed zijn.
Het tracé van Erlangen tot Kreuz Nürnberg werd nog in 1941, deels met één rijbaan, opengesteld.
In 1937 werd met planningen voor het snelwegtraject van Neurenberg via Regensburg naar Passau begonnen. In de omgeving van Neurenberg en Oberpfraundorf werd een ander tracé gekozen dan later gebouwd. Het oorspronkelijke tracé verliep over het gebied van de na de Tweede Wereldoorlog vergrote Truppenübungsplatzes Hohenfels (oefenterrein voor het leger). Ook zou, in tegenstelling tot de huidige zuidelijke passage langs de stad, ten noorden van Deggendorf de A3 passeren. Nadat in 1939 al op enkele trajecten in het Frankische Alb evenals bij Wörth an der Donau en Deggendorf met de grond- en brugbouwwerkzaamheden begonnen was, staakte men de werkzaamheden, net als op de noordelijke trajectdelen, in 1942 door de oorlog. Tevens was men al begonnen met de bouw van een Donaubrug bij Regensburg.

#### 1950 tot 1984
Na de oorlog werd in 1958 weer gestart met de werkzaamheden op het traject Emmerich - Oberhausen ("Hollandlinie"). In 1961 kon het 17,5 kilometer lange trajectdeel van Kreuz Oberhausen tot Wesel worden geopend. Al twee jaar daarvoor, 1959, werd met de bouw van de "Zubringer Oberhausen" als zuidelijke verlenging van de B223 (nu A516) begonnen. Ook aan het 7,2 kilometer lange deel tussen de grensovergang Elten en Emmerich werd al gebouwd. Deze lag toen nog in het gebied dat tot 1962 bij Nederland hoorden (zie Nederlandse annexatie van Duits grondgebied na de Tweede Wereldoorlog) en de bouw verliep in samenwerking met Rijkswaterstaat. Het profiel van de weg kwam echter overeen met de Duitse normen. De werkzaamheden werden in 1962 afgerond en de weg werd geopend.
In 1963 kon zowel de aansluiting Oberhausen, zuidelijk van Kreuz Oberhausen, evenals het trajectdeel tussen Wesel en Hamminkeln vrijgegeven worden. Het gehele traject van Oberhausen tot de Nederlandse grens was in 1965 volledig gereed.
In juni 1950 werden de werkzaamheden aan de snelweg ten zuiden van Wiesbaden weer opgepakt. Het openen van het 3,5 kilometer lange deel tot Weilbach was in 1951, de volgende 17,4 kilometer tot Frankfurt-Süd werd op 10 juli 1956 geopend. Daarbij ontstond in de buurt van Flughafen Frankfurt am Main de verknoping met de A5 het Frankfurter Kreuz en was daarmee het eerste verkeersknooppunt in West-Duitsland.
Het 214 kilometer lange tracé van Frankfurt tot Erlangen-Tennenlohe werd in een tijd van negen jaar gebouwd. De totale kosten bedroegen circa een miljard Duitse mark. Bij de werkzaamheden verongelukte 21 bouwarbeiders. Op 15 december 1959 was de snelweg, met een maximaal stijgingspercentage van 4% op de Spessartaufstieg, tot Rohrbrunn volledig berijdbaar. De vrijgave voor het verkeer tot Würzburg-West volgde op 27 oktober 1961. Het verdere verloopt tot Neurenberg werd in de volgende jaren succesvol verder gebouwd. De 42 kilometer lange onderbreking tussen Rottendorf en Schlüsselfeld werd op 26 november 1964 aan het verkeer vrijgegeven. Met in totaal 54 parkeerplaatsen richting Neurenberg en 64 richting Frankfurt evenals vier grote verzorgingsplaatsen werd de weg uitgerust. Tussen Aschaffenburg en Würzburg werden daarbij 11 bronnen en putten aan de bestuurders aangeboden.
Van Tennenlohe tot Kreuz Nürnberg was de snelweg al in 1941 te gebruiken, maar alleen het trajectdeel Nürnberg/Behringersdorf - Nürnberg-Mögeldorf had twee rijbanen. De complete opening voor het verkeer volgde pas in 1959. Het traject was vanaf 19 december 1963 uit de richting Neurenberg tot Schlüsselfeld te berijden.
Nadat in 1958 de plannen voor de snelweg Neurenberg - Regensburg - Passau weer opgepakt werden, kon door het oefenterrein Hohenfels de oorspronkelijk geplande en deels gebouwde tracé niet weer worden gebruikt. Men besloot voor een tracering via Altorf, Neumarkt en Parsberg, die bij Oberpfraundorf weer op het vooroorlogse plan aansloot. Vanaf hier kon het oorspronkelijke plan grotendeels behouden blijven.
Het 25,5 kilometer lange trajectdeel Nittendorf - Rosenhof kon zo al in 1965 worden geopend, het westelijke aansluitende, 25 kilometer lange trajectdeel Parsberg - Nittendorf volgde in 1969. In 1971 was de A3 richting Neurenberg weer een verdere 27,6 kilometer tot Neumarkt berijdbaar. Sindsdien kon je vanaf de Nederlandse grens tot ten oosten van Regensburg (aansluiting Rosendorf) volledig over een snelweg rijden.
In 1968 werd met de bouw van de snelweg tussen Deggendorf en Passau begonnen. Het 20 kilometer lange deel vanaf Kreuz Deggendorf tot Iggensbach werd in 1975 geopend, in 1978 volgde het aansluitende circa 21 kilometer lange tracé tot aansluiting Passau-Nord en in 1979 de verdere 9 kilometer tot Passau-Süd samen met de Donaubrücke Schalding. In 1983 werd het snelwegstuk tussen Passau-Nord en de Oostenrijkse grens geopend.
Tussen Regensburg en Deggendorf werd eind jaren '70, begin jaren '80 aan gebouwd. In 1980 werd de A3 vanaf Rosenhof met 9 kilometer tot Wörth an der Donau verlengd, waarbij een nieuwe brug over de Donau werd geopend (Donaubrücke Wörth). In 1981 kwam 20 kilometer tot Strabing erbij, de onderbreking tot Deggendorf werd in 1984 geopend. Hiermee werd het laatste ontbrekende deel geopend en was de gehele A3 compleet.

### Herindeling
In 1992 volgde een volledige herindeling van het snelwegnetwerk in Duitsland. Hierdoor moest bewegwijzering aangepast worden en het aantal bestemmingen op de borden verminderd worden, wat deels tot wezenlijk informatieverlies leidde. Gelijktijdig werd de nummering van alle aansluitingen en knooppunt in het Duitse snelwegnetwerk ingevoerd.
In kader van deze herindeling ontstond door een verknoping met de vroegere A2 tussen de Nederlandse grens bij Straelen (Venlo) naar Duisburg met de voormalige A430 Duisburg - Kaiserberg - Dortmund de A40. De dubbelnummering "A2/A3" van het toen nog gemeenschappelijke gedeelte tussen Kreuz Duisburg-Kaiserberg en Kreuz Oberhausen kwam te vervallen en werd alleen onderdeel van de A3. Gelijktijdig werden de aansluitingen die langs de stadsgrens Duisburg/Oberhausen lopende snelwegdeel lagen hernoemd. De aansluiting Duisburg-Meiderich kreeg de naam Oberhausen-Lirich, Kreuz Duisburg/Oberhausen die volledig in Duisburg ligt, werd Kreuz Oberhausen-West en de aansluiting Duisburg-Hamborn werd hernoemd naar "Oberhausen-Holten". De naam van het knooppunt Kreuz Duisburg-Kaiserberg werd ingekort naar Kreuz Kaiserberg. De bestemming Duisburg op de borden langs de A3 werden vanaf Kreuz Hilden richting het noorden geschrapt. Pas vanaf Kreuz Breitscheid verschijnt Duisburg op de borden.
De beide aansluitingen in Leverkusen werden in 2009 hernoemd. Zo heet de aansluiting 22 Leverkusen-Opladen vroeger alleen Opladen en de aansluiting 24 Leverkusen-Zentrum alleen Leverkusen. De reden hiervoor was een besluit van het Noordrijn-Westfaalse verkeersministerie (de zogenaamde Großstadtregelung) dat zegt dat bij aansluitingen naar steden met meer dan 100.000 inwoners de stadsnaam als voorvoegsel op de borden moet komen.

## Verkeersintensiteiten
Enkele trajectdelen van de A3 horen tot de drukste snelwegen van Duitsland.
Volgens een overzicht uit 2015 hoorden meerdere delen in Keulen en Frankfurt tot de top 10 van drukste snelwegen van Duitsland. Alleen de Berlijnse stadssnelweg A100 was in 2015 nog net iets drukker.

## Aantal rijstroken

### Nederland tot Keulen
Beginnend bij de Nederlandse grens heeft de A3 de eerste 65 kilometer 2x2 rijstroken. Vanaf Kreuz Oberhausen tot en met Kreuz Leverkusen heeft het 2x3 rijstroken, waarbij in Kreuz Kaiserberg in de doorgaande richting naar het zuiden maar 2 rijstroken beschikbaar zijn. In de noordelijke richting is het over een kort stuk 2 rijstroken breed. Op de ring van Keulen tussen aansluiting Leverkusen en Dreieck Köln-Heumar is de snelweg sinds mei 2017 met 2x4 rijstroken uitgerust. Op het korte stuk in Dreieck Heumar zijn maar 2 rijstroken per richting beschikbaar.

### Keulen tot Aschaffenburg
In het verdere verloop tot Waldaschaff bij Aschaffenburg heeft de snelweg grotendeels 2x3 rijstroken. In Wiesbadener Kreuz is voor een kort traject 2x2 rijstroken beschikbaar, vanaf Wiesbadener Kreuz tot Mönchhof Dreieck 3+4 rijstroken (vier richting Keulen, drie richting Würzburg), waarbij in de richting Würzbrug kort voor het Mönchhof Dreieck twee rijstroken in de hoofdrichting beschikbaar is. Vanaf Mönchhof Dreieck via het Frankfurter Kreuz tot Frankfurt-Süd zijn er 2x3 rijstroken (extra met doorgaande weefstroken tussen Frankfurter Kreuz en Frankfurt-Süd) en vanaf hier tot Offenbacher Kreuz 2x4 rijstroken beschikbaar.

### Aschaffenburg tot Erlangen
Vanaf de Kauppenbrücke oostelijk van Aschaffenburg tot Kreuz Fürth/Erlangen met de A73 heeft de A3 grotendeels 2x2 rijstroken. Op het bijna 3 kilometer lange trajectdeel in de omgeving van de Haseltalbrücke in de Spessart evenals ten oosten van de deelstaatgrens Baden-Württemberg/Beieren tot de aansluiting Würzburg-Heidingsfeld staat sinds eind 2011 in de richting van Nürnberg 3 rijstroken ter beschikking. Westelijk van de aansluiting Würzburg-Heidingsfeld is op het heuvelige traject nog een vierde klimstrook aanwezig. Voor het gehele gebied is voor de komende jaren een verbreding naar 2x3 rijstroken aan de gang.

### Erlangen tot Oostenrijk
Tussen Kreuz Fürth/Erlangen en bij Kreuz Nürnberg zijn weer 2x3 rijstroken aanwezig. Vanaf aansluiting Nittendorf tot Kreuz Regensburg zijn momenteel nog 2x2 rijstroken (Bauabschnitt II) ter beschikking. Tussen oktober 2017 tot 2024 (voorbereidende werkzaamheden) werd op het trajectdeel Kreuz Regensburg tot aansluiting Rosenhof de snelweg naar 2x3 rijstroken verbreed (Bauabschnitt I). Het verdere verloop tot de Oostenrijkse grens heeft 2x2 rijstroken.

## Planningen/Bouw

### Verbreding in Noordrijn-Westfalen
Het oostelijke deel van de Keulse ring is tussen Kreuz Leverkusen en Dreieck Köln-Heimar op circa 14 kilometer lengte naar 2x4 rijstroken verbreed. Het traject tussen Dreieck Heimar en Kreuz Köln-Ost werd tussen 2003 en 2005 verbreed. Het volgende deel tot aansluiting Köln-Dellbrück was in 2008 en aansluiten tot Köln-Mülheim in 2012 gereed. Met urgentie werd het centrale kunstwerk in Kreuz Leverkusen versterkt, omdat het tegen de huidige belasting niet meer bestand was.
Een verdere verbreding tot Kreuz Leverkusen bevindt zich in het Bundesverkehrswegeplan 2030 met de status Vordringlicher Bedarf (hoge prioriteit). Het investeringsplan voor de jaren 2011 tot 2015 van het Bundesministerium für Verkehr, Bau und Stadtentwicklung ging ervan uit dat voor de ombouw van Kreuz Leverkusen en de verbreding tussen de aansluitingen Leverkusen-Zentrum en Köln-Mülheim de planning met prioriteit uitgevoerd zou worden, om voor 2015 met de bouw te beginnen. Het tracébesluit voor de verbreding naar 2x4 rijstroken tussen Köln-Mülheim en Leverkusen-Zentrum lag eind januari 2012 ter inzage. De verbreding naar 2x4 rijstroken tussen Köln-Mülheim en Leverkusen is sinds 2 juni 2017 in beide richtingen voor het verkeer vrijgegeven. De verbreding tussen Kreuz Leverkusen en Leverkusen-Zentrum wordt met een andere belangrijke project na 2015 gerealiseerd. Deze verdere verbreding van de A3 staat ook in directe functionele samenhang met de verbreding/ombouw van de A1 tussen Rheinbrücke Leverkusen en Kreuz Leverkusen en zal daardoor vermoedelijk gelijktijdig worden uitgevoerd.
In het Bundesverkehrswegeplan 2030 wordt een verdere verbreding naar 2x4 rijstroken tussen Dreieck Heumar en Königsforst evenals tussen Kreuz Leverkusen en Kreuz Oberhausen, Kaiserberg en Hilden voorzien en gecategoriseerd met hoge prioriteit. De noordelijke aangrenzende 2x2 rijstroken tellende traject tot Dinslaken-Nord heeft een eveneens hoge prioriteit voor een verbreding naar 2x3 rijstroken.

### Verbreding naar 2x4 rijstroken bij Limburg

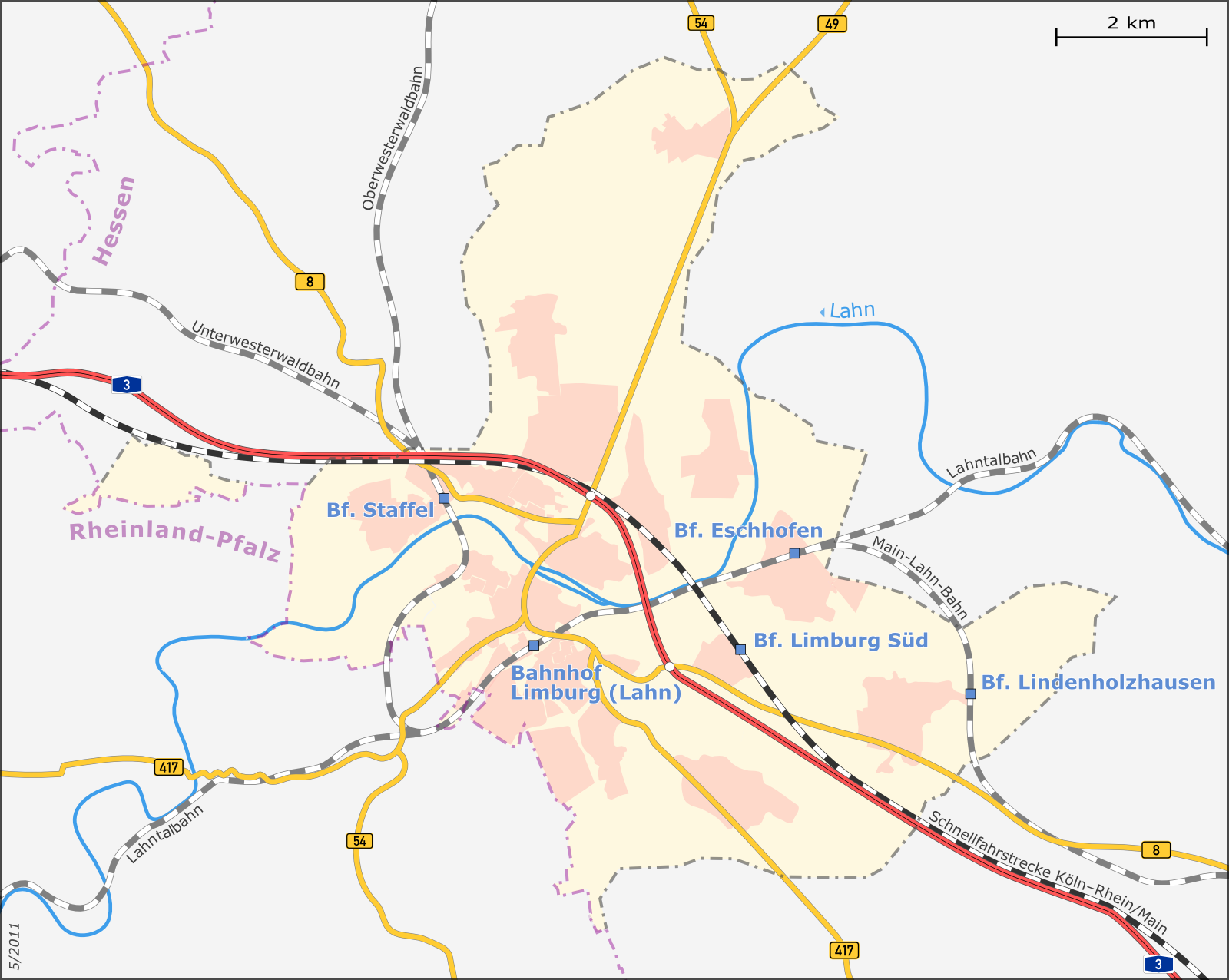
Verloop van de A3 in Limburg

Door de nieuwbouw van de Lahntalbrücke Limburg werd het snelwegtracé dat tussen kilometer 107 en 110 ligt naar het oosten verlegd en van zes (zonder vluchtstroken) naar acht (met vluchtstroken) rijstroken inclusief geluidsschermen verbreed. Dit trajectdeel tussen de aansluitingen Limburg-Nord en Limburg-Süd heeft veel binnenstedelijk verkeer. De officiële start van de werkzaamheden was in juni 2013 en werden in 2017 afgesloten. Een verbreding naar 2x4 rijstroken tot het Wiesbadener Kreuz is in het Bundesverkehrswegeplan 2030 opgenomen met een lage prioriteit (Weiteren Bedarf).

### Verbreding naar 2x4 rijstroken bij Frankfurt
Met hoge prioriteit is de verbreding tussen Wiesbadener en Offenbacher Kreuz gepland. Tussen Wiesbadener Kreuz en Frankfurter Kreuz evenals van Offenbach tot Hanau is een verbreding naar 2x4 rijstroken met hoge prioriteit voorzien. Voor het trajectdeel tussen Mönchhof Dreieck en de aansluiting Flughafen (ten westen van het Frankfurter Kreuz) begon in het voorjaar 2009 de verbredingsprocedures. De al 2x4 rijstroken brede trajectdeel tussen Frankfurter Kreuz en Offenbacher Kreuz zal naar 2x5 rijstroken verbreed worden. Deze heeft een lage prioriteit maar wel met het recht om onderzoeken te starten (Weiteren Bedarf mit Planungsrecht).

### Verbreding naar 2x3 rijstroken tussen Aschaffenburg en Biebelried
Met de status hoge prioriteit is in het Bundesverkehrswegeplan 2003 voorzien de snelweg van Aschaffenburg via de Spessart en Mainfranken tot Kreuz Biebelried te verbreden naar 2x3 rijstroken. Samen met de tot nu nog niet gerealiseerde trajecten werd de verbreding in het investeringsprogramma voor de jaren 2011 tot 2015 van het Bundesverkehrsministerium für Verkehr, Bau und Stadtentwicklung met hoge prioriteit opgenomen.
Het 19 kilometer lange westelijke trajectdeel tussen de aansluiting Aschaffenburg en de Kauppenbrücke werd in de jaren 2001 tot 2011 naar 2x3 rijstroken verbreed. De Autobahndirektion Nordbayern gaf in 2018 aan dat de bouwkosten daarvoor € 462 miljoen was. Bij Höhe Keilberg werd het tracé met de Kauppenbrücke in verband met geluidsoverlast verder van Waldauschaff richting het zuiden verlegd.
Het 30 kilometer lange trajectdeel, waarvoor de Autobahndirektion Nordbayern in 2018 een totale kosten van € 274 miljoen berekende (exclusief het gedeelte rond Rohrbrunn en Marktheidenfeld), ligt tussen de Kauppenbrücke en de Mainbrücke Bettingen. Het 7,7 kilometer lange deel tot aansluiting Rohrbrunn werd vanaf april 2013 verbreed en op 17 november 2015 voor het verkeer vrijgegeven. In de richting van Würzbrug werd door de helling van de Spessartaufstieg een extra vierde rijstrook als klimstrook aangelegd. Het vijf kilometer lange traject tussen aansluiting Rohrbrunn en de Haseltalbrücke (aansluitende ombouw van de verzorgingsplaats Spessart Süd) is sinds 2016 in bouw. De bouwtijd zal rond de twee jaar bedragen en in 2018 worden afgerond. Hierbij wordt de aansluiting Rohrbrunn die zich nu in de verzorgingsplaats bevindt verplaatst. Tussen 2007 en mei 2012 werd de vervanging van de Haseltalbrücke gebouwd en daarbij rond de 1,2 kilometer lange trajectdeel aan beide zijde van de brug verbreed. Voor het volgende rond de zes kilometer lange trajectdeel tot het westen van Marktheidenfeld ligt sinds juli 2008 het tracébesluit ter inzage. De verbreding startte in 2016 en zal vier jaar in beslag nemen en in 2020 afgerond worden. De daaraan aansluitende Mainbrücke Bettingen werd in 2000 na drieënhalf jaar bouwen vrijgegeven. De brug is naar 2x3 rijstroken verbreed maar het aangrenzende gedeelte was nog niet verbreed waardoor tijdelijk maar 2x2 rijstroken beschikbaar was.
Het 45 kilometer oostelijke trajectdeel, waarvoor de Autobahndirektion Nordbayern in 2018 de bouwkosten op € 633 miljoen berekende, ligt tussen de Mainbrücke Bettingen en Kreuz Biebelried. Het bestaat uit zeven delen met elk een apart tracébesluit. Het eerste omvat een 6,5 kilometer lange trajectdeel, die oostelijk van de Mainbrücke Bettingen begint en in Baden-Württemberg ligt. Nadat het tracébesluit in 2007 werd vastgelegd begon 2014 de werkzaamheden en was eind 2017 afgerond. Twee kilometer na de deelstaatgrens begint het elf kilometer lange trajectdeel tot Dreieck Würzburg-West en werd tussen juni 2009 en december 2011 verbreed. De verbreding van de 8,0 kilometer tot aansluiting Würzburg-Heidingsfeld volgde vanaf medio 2007 tot december 2009. In de richting van Frankfurt is door de beklimming over 2,0 kilometer een vierde rijstrook (klimstrook) voorhanden.
Het complexste trajectdeel ligt tussen de aansluitingen Würzburg-Heidingsfeld en Würzburg/Randersacker en is 5,4 kilometer lang. In mei 2008 werd na tegenspraak door de stad Würzburg een nieuw tracéprocedure gestart, dat met het tracébesluit van 17 december 2009 afgesloten werd. Het zal na de Talbrücke Heidingsfeld dieper gelegd worden en stadsdeel Heuchelhof zal met de landtunnel Katzenbergtunnel gepasseerd worden. Er wordt met een bouwtijd van circa vijfenhalf jaar gerekend. Tegen het besluit werd beroep ingesteld, die het Bundesverwaltungsgericht met een uitspraak op 3 maart 2011 afwees. De voorbereidende werkzaamheden begonnen in september 2012, de werkzaamheden in juli 2014. In december 2017 werd het 1ste bouwdeel, bestaande uit de noordelijke rijbaan, de latere rijbaan richting Frankfurt, gereed gesteld. In aansluiting werd de bestaande brug afgebroken en met het 2de bouwdeel begonnen. Het gereedkomen en vrijgaven van beide rijbanen wordt eind 2019 voorzien. Het daarop aansluitende 2,0 kilometer lange trajectdeel met nieuwbouw van de Mainbrücke Randersacker evenals de ombouw van de aansluiting Randersacker werd in 2007 gestart en in juli 2011 vrijgegeven. De vrijgave van de 2x3 rijstroken volgde gemeenschappelijk met het oostelijke aangrenzende trajectdeel. Het laatste deel van de verbreding is 9,7 kilometer lang en eindigt bij Kreuz Biebelried. Van juni 2007 tot december 2009 werd de vervroegde, deels ombouw van de aansluiting Rottendorf doorgevoerd. De start van de bouw voor de eigenlijke verbreding was in de herfst van 2009. Het eerste trajectdeel tot aansluiting Rottendorf is sinds mei 2012 verbreed. Sindsdien zijn hier op de beklimmingen richting Neurenberg vier rijstroken beschikbaar. De werkzaamheden voor het tweede trajectdeel vanaf aansluiting Rottendorf tot aansluiting Biebelried werd op 12 oktober 2012 afgesloten.

### Verbreding naar 2x3 rijstroken tussen Biebelried en Fürth/Erlangen
De verbreding naar 2x3 rijstroken tussen Kreuz Biebelried en Kreuz Fürth/Erlangen is in het nieuwe Bundesverkehrswegeplan 2030 als al lopende maatregel opgenomen en zal via een publiek-private samenwerking worden uitgevoerd. De planning vond in de looptijd van het Bundesverkehrswegeplan 2003 plaats, waarbij het trajectdeel westelijk van de aansluiting Schlüsselfeld met hoge prioriteit ingedeeld was en het oostelijke deel in lage prioriteit met planningsrecht. Het traject is in elf deeltrajecten opgesplitst:
- Het eerste 2x3 kilometer lange deel tussen het knooppunt en Mainbrücke Dettelbach is een derde rijstrook richting Würzberg sinds eind 2005 voor het verkeer vrijgesteld. De Mainbrug werd voor de benodigde breedte opnieuw gebouwd en is voorlopig met 2x2 rijstroken gemarkeerd. Voor de verbreding richting Nürnberg werd het tracébesluit in december 2009 vastgesteld.[54]
- Het aansluitende 12,4 kilometer lange trajectdeel tot het westen van de aansluiting Wiesentheid bevindt zich vanaf augustus 2011 in de procedures.[55]
- Het tracébesluit voor de volgende 7,1 kilometer lange trajectdeel tot Fuchsberg ligt sinds 15 maart 2011 ter inzage.[56] Er wordt met een bouwtijd van drie jaar gerekend.[57]
- Voor het aangrenzende 5,3 kilometer lange trajectdeel tussen Fuchsberg en aansluiting Geiselwind werd in december 2009 het tracébesluit vastgesteld.[58] Dit trajectdeel is sinds voorjaar 2016 in bouw.[59]
- De verdere verbreding tot in Höhe Aschbach (5,2 kilometer) ligt sinds april 2013 het tracébesluit voor.[60]
- Voor de aansluitende 10,5 kilometer tot aansluiting Schlüsselfeld ligt sinds 18 december 2013 het tracébsluit voor.[61] Hier wordt van een bouwtijd van drie jaar uitgegaan.
- Voor de 6,3 kilometer tussen aansluiting Schlüsselfeld tot aansluiting Höchstadt-Nord werden de procedures in september 2014 gestart en het tracébesluit op 16 oktober 2015 ter inzage gelegd.[62]
- Voor de aansluitende 10,8 kilometer tussen aansluiting Höchstadt-Nord en Klebheim (oostelijk van de aansluiting Höchstadt-Ost) begonnen de procedures in oktober 2014.
- Voor het 10,0 kilometer lange deel tussen Klebheim (oostelijk van aansluiting Höchstadt-Ost) en de verzorgingsplaats Aurach werden de procedures in juni 2014 gestart. Het tracébesluit volgde op 18 november 2015.[63]
- Als laatste is een 9,4 kilometer lang trajectdeel tussen de verzorgingsplaats Aurach en Kreuz Fürth/Erlangen. De Regnitzbrücke is al gereed, maar voorlopig met 2x2 rijstroken gemarkeerd. De bouwvergunning ligt sinds april 2013 voor.[64] Als bouwtijd wordt een tijdsspanne van drieënhalf jaar aangehouden. Bovendien wordt de Rhein-Main-Donaukanalbrücke vernieuwd en voor de 2x3 rijstroken aangepast. Bouwrecht bestaat sinds oktober 2013, de vernieuwing begon in april 2014 en werd op 11 december 2015 afgesloten.[65]
- De ombouw van Kreuz Fürth/Erlangen met de uitbreiding van de hoofdrijbaan van de A3 ten oosten van de brug over de Main-Donaukanaal kreeg in 2016 de bouwvergunning.[66]

### Nieuwe aansluitingen tussen Neurenberg en Regensburg
Gepland is om met de B4f een verbinding met de Flughafen Nürnberg en de snelweg te creëren ("Nordspange"). Daardoor ontstaat een nieuwe aansluiting aan de A3.
Oostelijk van Neumarkt in der Oberpfalz werd in december 2012 de nieuwe aansluiting "Neumarkt-Ost" voor het verkeer vrijgegeven. Deze draagt het nummer "92b".
Het Bondsverkeersministerie had in maart 2008 met een vervoegde procedurestart ingestemd. Op 25 augustus 2014 werden de procedures gestart. Nu staat ter discussie om de complete 120 kilometer tussen Regensburg en Passau naar 2x3 rijstroken te verbreden. De kosten hiervoor werden op € 1,2 miljard geschat. In het Bundesverkehrswegeplan 2030 is het laatste trajectdeel tussen Nittendorf en Rosenhof evenals tussen Kreuz Deggendorf en Hengersberg met hoge prioriteit ingedeeld, het trajectdeel tussen Hengersberg en Aicha vorm Wald heeft een lage prioriteit met planningsrecht. Voor de overige trajectdelen is wegens een te lage kosten-batenscore geen verbreding voorzien.
Tussen 2015 en 2018 werd de rijbaan op het tracé Regensburg - Straubing gerenoveerd.
Sinds oktober 2017 wordt tussen Kreuz Regensburg en aansluiting Rosenhof gewerkt aan de verbreding naar 2x3 rijstroken.

## Bijzonderheden

### Kreuz Oberhausen
Het Kreuz Oberhausen was oorspronkelijk als 3-taks knooppunt (Dreieck) met aansluiting van de Hollandlinie op de snelweg Berlijn - Keulen gepland, echter werd in de jaren '60 een vierde tak (Kreuz) met een zuidelijke verlenging van de A3 richting Oberhausen, de huidige 516 gebouwd. Om hier op de A3 te blijven, moet men in het knooppunt de hoofdrichting verlaten en via een (nog) enkelstrookse verbindingsboog de A3 vervolgen (een TOTSO). De aansluiting Oberhausen-Holten heette tot 1992 Duisburg-Hamborn en het Kreuz Oberhausen-West was voorheen Kreuz Duisburg/Oberhausen. Tussen de aansluiting Oberhausen-Holten (11) en Kreuz Oberhausen-West (12) is over ongeveer 1,5 kilometer lengte als proeftraject fluisterasfalt aangelegd.

### Snelweg door de dierentuin

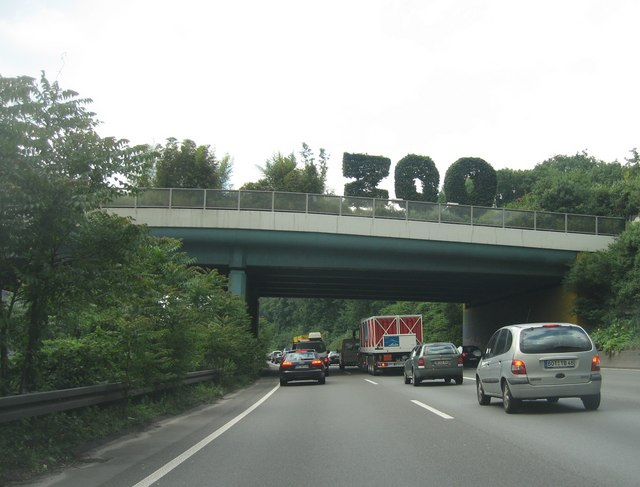
De A3 door de dierentuin van Duisburg. (2009)

In Duisburg, zuidelijk van Kreuz Kaiserberg, doorkruist de A3 Zoo Duisburg en splitst deze in twee delen ten oosten en ten westen van de snelweg. Beide delen van de dierentuin zijn verbonden met een voetgangersbrug. Door de breedte van de brug en de beplanting aan de randen merkt de dierentuinbezoeker bijna niet - afgezien van het geluid - dat er een snelweg wordt overgestoken.

### Verlichting

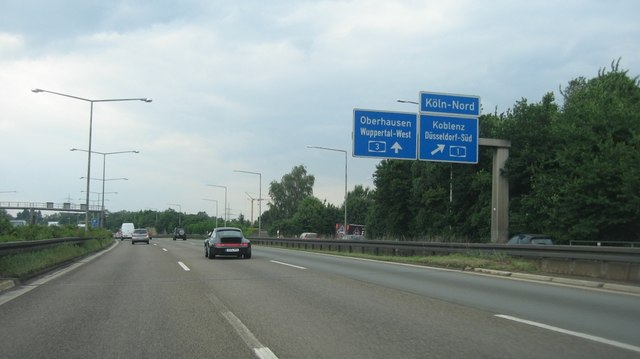
De voormalige straatverlichting in Kreuz Leverkusen. (2009)

Twee delen van de A3 horen tot de weinige snelwegtrajecten in Duitsland die voorzien is van verlichting. Daarbij gaat het om een deeltraject in Leverkusen en een ander traject bij de luchthaven van Frankfurt. De achtergrond voor het eerste trajectdeel ligt in de jaren '50, waarbij delen van de A1 en de A3 als testtraject voor verlichting dienden. Daarbij werden twee onderscheidende vormen van straatverlichting toegepast. In Leverkusen werden enkele masten in de middenberm met twee uithouders waaraan de armaturen zijn bevestigd geplaatst, die zuidelijk tot Köln-Mülheim (A3) respectievelijk westelijk tot Köln-Niehl (A1) aansluit op lijnverlichting. Bij lijnverlichting wordt tussen de masten, die in de middenberm staan, kabels gespannen waaraan armaturen zijn bevestigd. In de jaren '60 besloot de verkeersminister Georg Leber dat geen uitgebreide verlichtingsnetwerk over het snelwegennet zal worden uitgerold, mede door de hoge kosten. De lijnverlichting langs de A3 werd door de verbreding naar 2x4 rijstroken voor enkele jaren verwijderd, eveneens werd de lijnverlichting door de nieuwbouw van de Rheinbrücke Leverkusen deels gedemonteerd. Later werd de verlichting langs de A3 tijdens de nachtelijke uren uitgeschakeld. Ondertussen is de verlichting in Leverkusen door de verbreding volledig gedemonteerd.
Het trajectdeel tussen Kelsterbach en Frankfurter Kreuz wordt in de nachtelijke uren nog steeds verlicht. Hier wordt lijnverlichting toegepast, net als bij de Keulse ring. De reden voor straatverlichting is de aanwezigheid van de luchthaven, die 's nachts helder verlicht is. Door de eigenaar van de luchthaven betaalde verlichting zou afleiding van de automobilist verminderen.

### Dubbele kilometrering
De start van de kilometertelling begint bij de Nederlandse grens met 0,0, maar ook bij Dreieck Köln-Heumar wordt weer bij 0,0 begonnen en naar het zuiden verder geteld. Hierdoor is over 140 kilometer dubbele kilometrering ontstaan. Bij een ongeval of bij pech wordt door de hulpdienst of de wegenwacht gevraagd of men zich ten noorden of ten zuiden van Keulen bevindt.

### Ongevalspunt
Interregionaal bekend is de Elzer Berg, een markante beklimming vanaf het Niederwesterwald naar het Limburger Becken. Deze lange helling in de A3 bij kilometer 100 richting Frankfurt is een black spot qua ongevallen. Hierdoor ligt de maximumsnelheid op 100 km/h, die door twee flitsinstallaties wordt gecontroleerd. Tevens geldt een inhaalverbod voor vrachtverkeer. Tot eind april 2009 gold op de rechter rijstrook een maximumsnelheid van 40 km/h. De begrenzing werd naar 60 km/h verhoogd en vervolgens in november 2014 gelijkgetrokken met de middelste en linkse rijstrook naar 100 km/h.

### Spoorlijn en snelweg
Grotendeels parallel, met een aantal markante bruggen, langs de A3 verloopt tussen Keulen en Frankfurt de hogesnelheidslijn Keulen - Frankfurt, die sinds 2002 in gebruik is.

### Snelwegkerk
Sinds maart 2001 is er de snelwegkerk Medenbach. Deze ligt tussen de aansluiting Niedernhausen en Wiesbadener Kreuz op het terrein van de verzorgingsplaats Medenbach-West. De snelwegkerk vierde in 2011 haar tienjarig bestaan. Rond de 400.000 mensen hadden in die tijd de kerk bezocht.

### 2x4 rijstroken
Het trajectdeel tussen de Frankfurter en Offenbacher Kreuz hoorde naast een trajectdeel van de A5, eveneens bij Frankfurt, lange tijd tot de enige snelweg in Duitsland die over een grote afstand 2x4 rijstroken heeft. Tot 2008, toen waren naast de A3 ook snelwegen bij Hamburg en München evenals andere delen van de A4 bij Keulen verbreed naar 2x4 rijstroken.

### Spitsstroken
In Noordrijn-Westfalen zijn spitsstroken gepland op de A3 tussen Ratingen en Hilden.
Het trajectdeel Hanau - Offenbacher Kreuz en Kelsterbach - Mönchhof Dreieck zijn spitsstroken ingericht. Tijdens drukke momenten kunnen de vluchtstroken, aangegeven via kantelwalsborden, worden opengesteld voor het verkeer. De betreffende trajecten worden door camera's bewaakt, zodat bijvoorbeeld bij een pechgeval de spitsstrook gesloten kan worden.
Voor de aansluiting Erlangen-Frauenaurach tot Kreuz Fürth/Erlangen zijn de vluchtstroken als weefstroken ingericht die tijdens drukte worden opengesteld.
Bij Kreuz Regensburg is de vluchtstrook tot de volgende afrit richting het oosten (Klinikum) voor het verkeer worden vrijgegeven, eveneens vanaf aansluiting Klinikum richting het westen tot het knooppunt is dit ook mogelijk. Desalniettemin staat  in de spitsen vaak file - oorzaak daarvoor is een deeltraject van de A93 door Regensburg en de tunnel Pfaffenstein.

### Autobahnkreuz Nürnberg
Ook bij Kreuz Nürnberg is een TOTSO aanwezig; de hoofdrijbaan van de A3 richting Würzburg gaat verder als A9 richting München, wanneer men de A3 richting Regensburg wil volgen moet men van rijbaan wisselen. Eveneens gaat de hoofdrijbaan van de A9 uit München verder als de A3 richting Frankfurt. Deze bijzondere vorm van het knooppunt kwam tot stand ruim voor de val van de muur. De A9 ten noorden van Neurenberg trok weinig verkeer omdat bij Hof de DDR begon. De relatie München - Frankfurt was de drukste verbinding, waardoor deze snelwegen direct in elkaar overlopen.

### Lang trajectdeel zonder verzorgingsplaats
Tussen Neurenberg en Regensburg bevindt zich ter hoogte van Neumarkt (Oberpfalz) de Raststätte Jura. In zuidoostelijke richting is de volgende verzorgingsplaats Raststätte Bayerischer Wald, 106 kilometer verder. Deze ligt tussen Regensburg en Deggendorf ter hoogte van Straubing.

### Dynamische maximumsnelheid afhankelijk van temperatuur
Op het traject tussen aansluitingen Rosenhof en Garham/Vilshofen geldt sinds de zomer van 2013 een temperatuurafhankelijke snelheidslimiet. Door de slechte staat van het meer dan dertig jaar oude betonnen rijbaan komt het hier regelmatig tot hitteschade, de zogenaamde Blow-Ups. Bij temperaturen boven de 28 °C kan daarbij de rijbaan plots opbollen. Daardoor geldt een maximumsnelheid van 80 km/h boven de 30 °C. Wanneer de temperatuur minstents een dag lang ononderbroken onder de 28 °C ligt, wordt de snelheidsbegrenzing weer opgeheven. Hetzelfde gebeurt op trajectdelen van de A5, A6, A656 in Baden-Württemberg.

### Twee buitengrenzen
De A3 was vanaf 1984 tot het gereedkomen van de A6 in 2008 de enige snelweg in Duitsland, die zonder onderbreking twee buitengrenzen van Duitsland (Nederland en Oostenrijk) met elkaar verbonden.

### Uitvoering van de rijbaan
In het onderhoudsgebied van de Autobahndirektion Südbayern werd bij de bouw van de A3 een rijbaan met een betondek met een dikte van 22 centimeter uitgevoerd, om geld te besparen. Daardoor wordt echter de levensduur gereduceerd van 40 naar 20 jaar. Normaal gesproken zijn voor snelwegen met hoge intensiteiten zwaar verkeer 26 tot 30 centimeter voorgeschreven.

## Gebeurtenissen

### Ongevallen bij brugwerkzaamheden
De vervanging van de Mainbrücke Stockstadt werd een bouwmethode gebruikt waarbij het brugdek over de Main gevijzeld werd (vergelijkbaar als bij het Viaduct van Millau). Daarbij stortte een van de drie parallelle bruggen bij de bouw op 30 augustus 1988 in. Eén persoon kwam om bij dit ongeluk. De oorzaak van het instorten was een fout in de statische berekening door de bouwkundige ingenieurs, die tevens door een testingenieur niet herkend werd.
Op 3 februari 2009 vond zich bij de Mainbrücke Randersacker een ongeval plaats, die de naam "Wunder von Würzburg" kreeg. Een vrachtwagen kwam op het bouwterrein terecht en reed op een al in sloop zijnde brughelft. Deel van de rijbaan was over de gehele breedte gesloopt en alleen de betonnen liggers, die voorheen het rijdek droegen, was nog voorhanden. Over een van deze 40 centimeter brede ligger vloog de vrachtwagen over het gat van 6 meter lang en kwam op de overzijde, nog in takt zijnde rijbaan, terecht. De chauffeur moest met hulp van een ladderwagen uit zijn cabine gered worden. De vrachtwagen werd met een autokraan geborgen.

### Aardverschuiving bij Wiesbaden
In de nacht van 1 maart 2010 zakte de rijbaan naast het Wiesbadener Kreuz door een aardverschuiving in, ook het geluidsscherm werd door de verschuiving beschadigd. De specifieke oorzaak is onbekend gebleven en moest door boringen bepaald worden.

### Gesloten wegens hoogwater
De A3 en de A92 werd in de omgeving van Deggendorf wegens een dijkdoorbraak op 4 juni 2013 door het hoogwater in Centraal-Europa in 2013 deels overstroomd.

### Bomvondsten
Van 2006 tot 2008 werd het trajectdeel tussen aansluitingen Aschaffenburg en Aschaffenburg-Ost naar 2x3 rijstroken verbreed. Daarbij vond op 23 oktober 2006 een dodelijk ongeluk plaats, toen een vliegtuigbom uit de Tweede Wereldoorlog, bij bodenversterkingswerkzaamheden van een cement-kalkmengsel in de nieuwe vluchtstrook, explodeerde. Een bouwvakker kwam om het leven, de stabilisatiemachine werd volledig vernietigd en meerdere voertuigen evenals nabije gebouwen raakte beschadigd. Tijdens latere bodemonderzoeken in de bermen en op grotere diepte werd nog een blindganger gevonden.
Bij rijbaanvernieuwingswerkzaamheden in de zomer van 2014 werd op 19 augustus tussen Offenbacher Kreuz en de aansluiting Obertshausen een 500 kilogram zware bom uit de Tweede Wereldoorlog gevonden. Voor het onschadelijk maken werd de A3 tussen Offenbacher Kreuz en Obertshausen volledig afgesloten. Omdat het niet mogelijk was de ontsteking van de Britse blindganger te verwijderen, moest de bom op locatie worden ontploft. Daarbij ontstond een krater met een afmeting van circa 10 bij 5 meter en een diepte van rond de 3 meter. Verder was het wegdek van de eerste rijstroken en de vluchtstrook tot een halve meter omhoog gedrukt. De rijbaan richting Würzburg was tot 21 augustus nog volledig afgesloten.

## Galerij

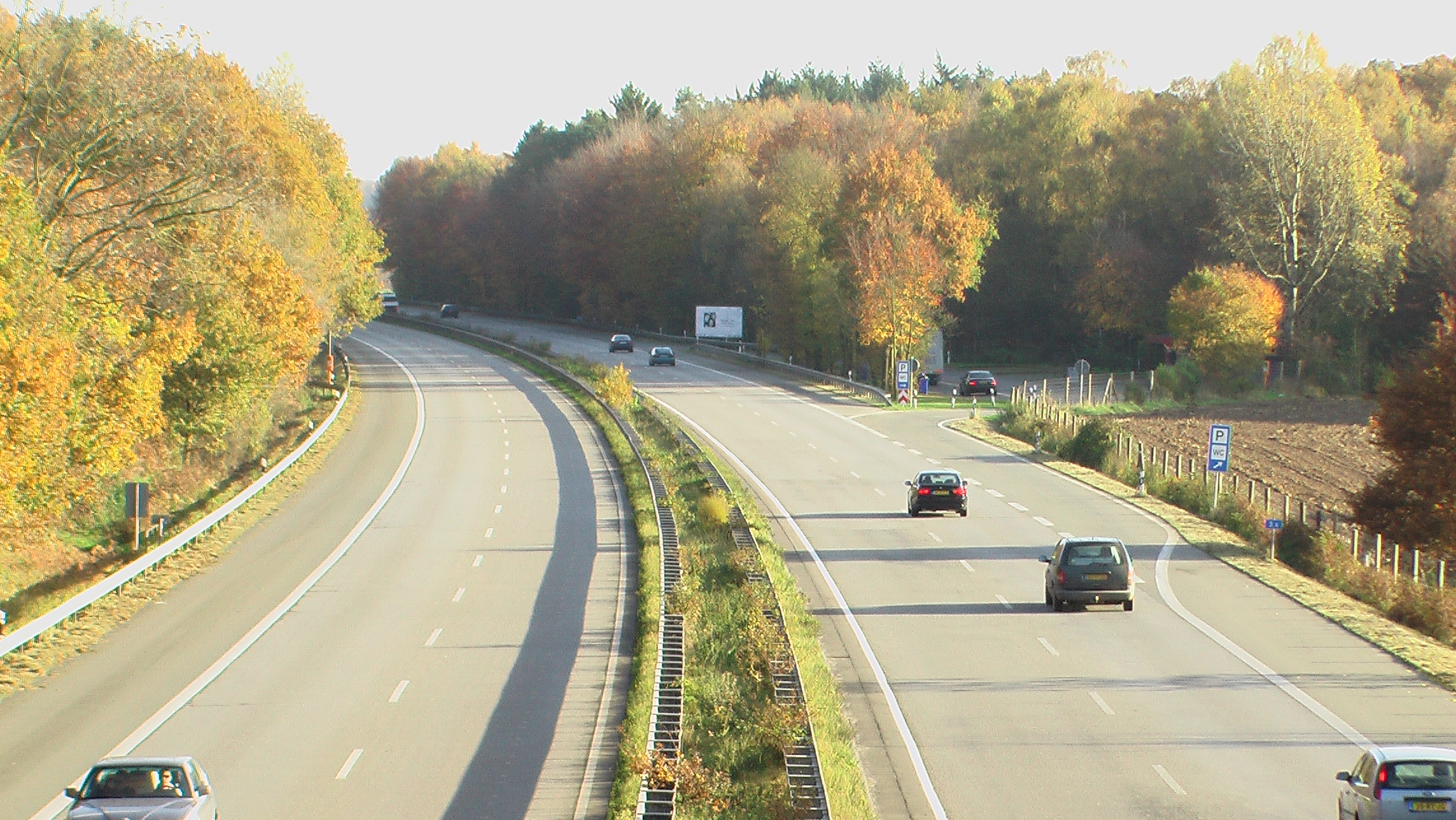
Rastplatz Hohe Heide aan de A3, gezien vanaf de Eltenseweg.
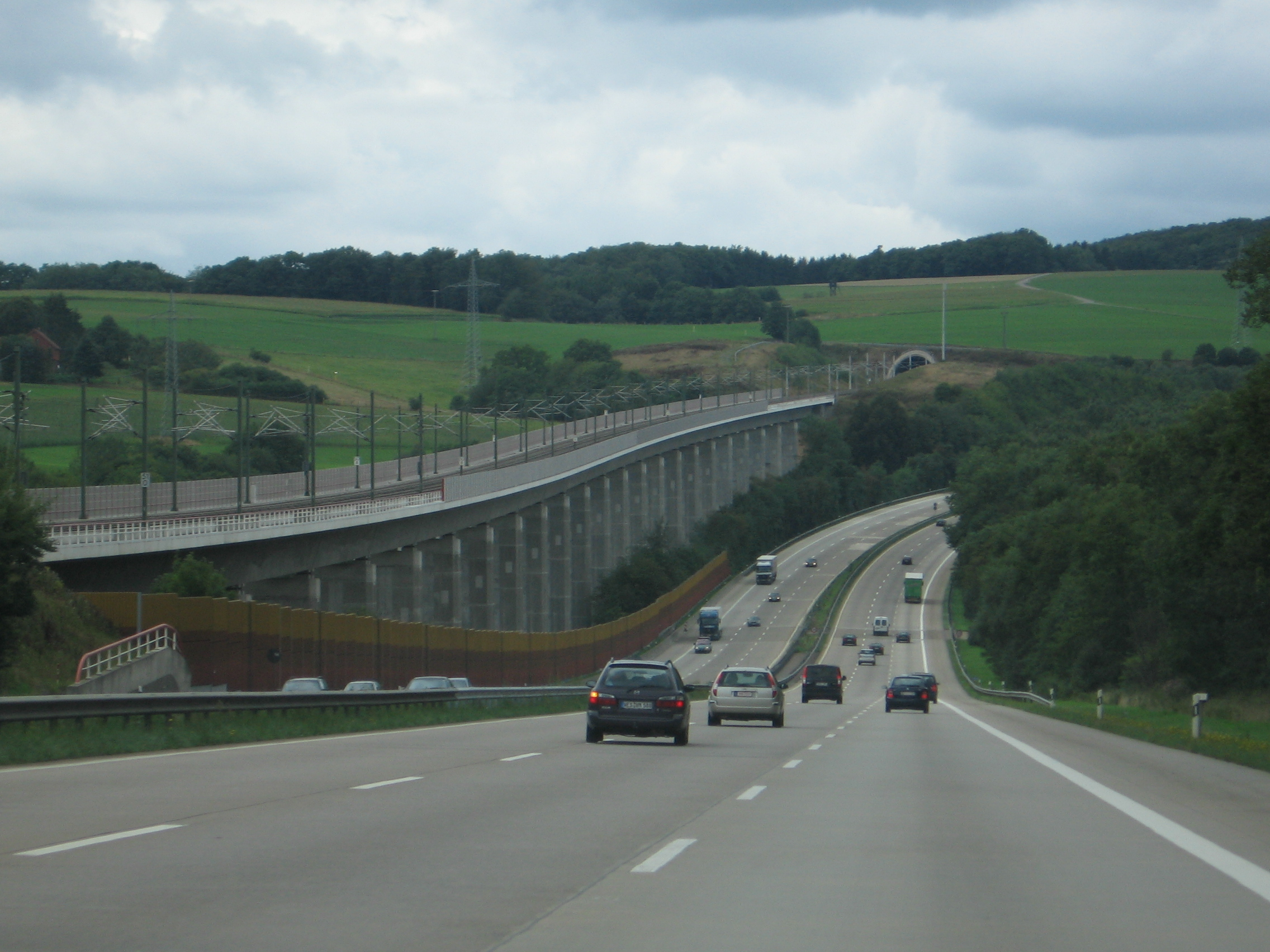
De A3, met links de HSL tussen Keulen en Frankfurt.
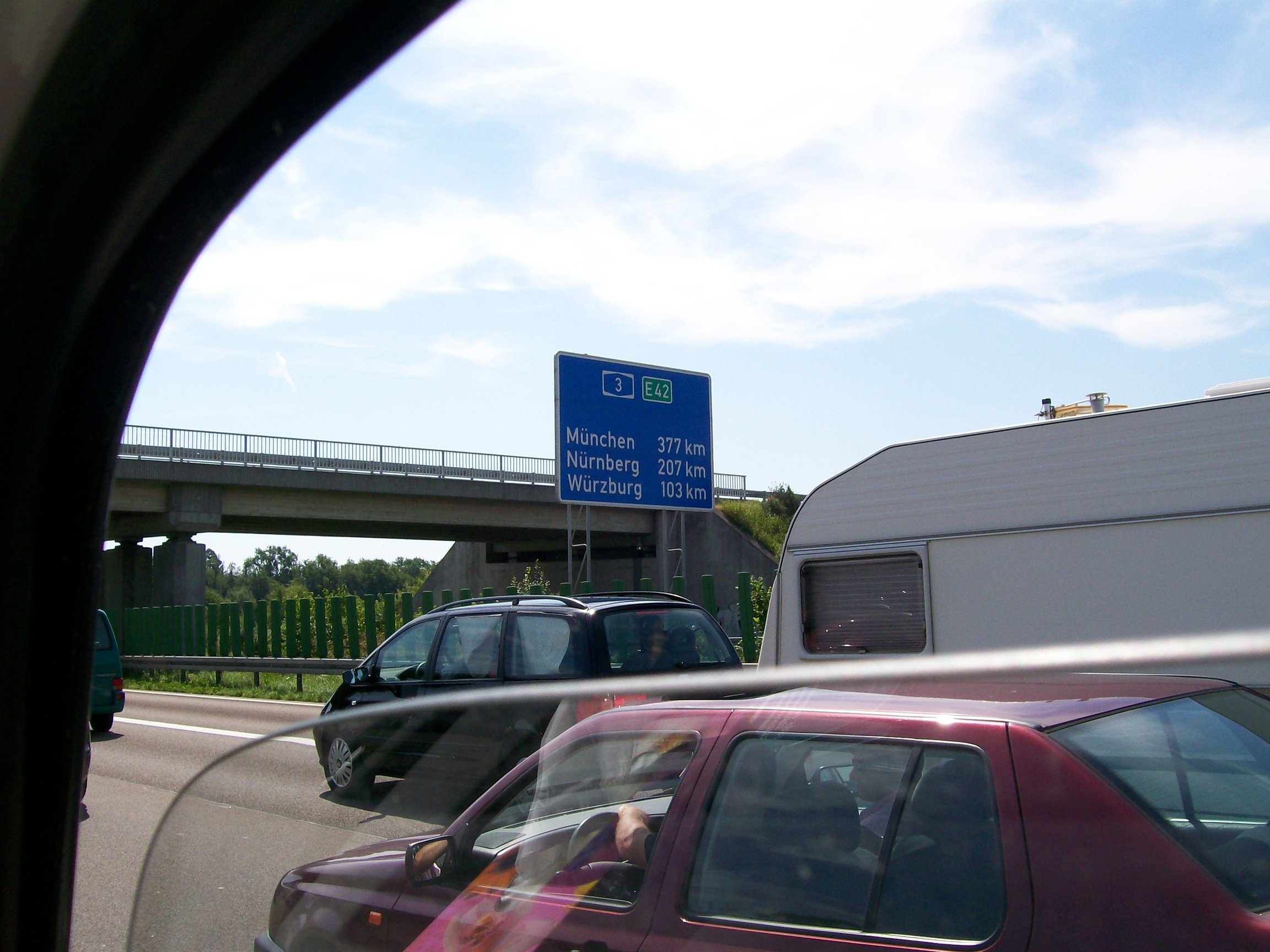
Afstandsbord bij Offenbach am Main, gezien vanuit een file.
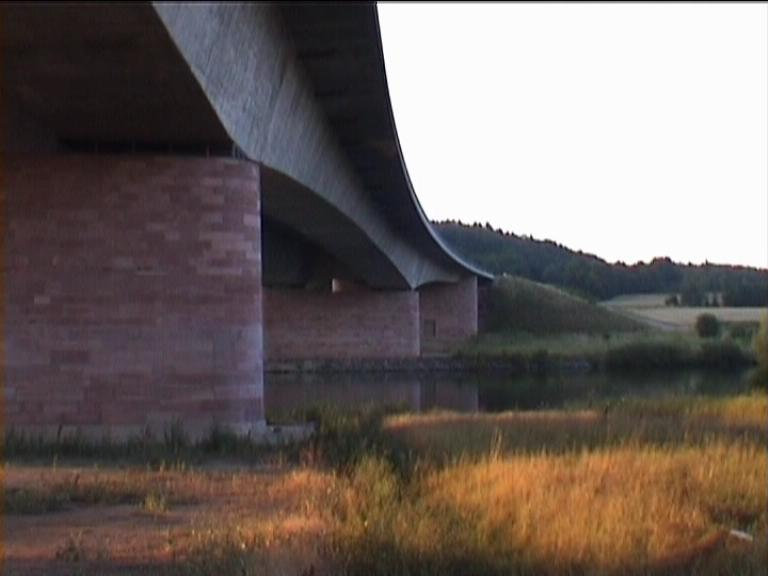
Mainbrücke Bettingen
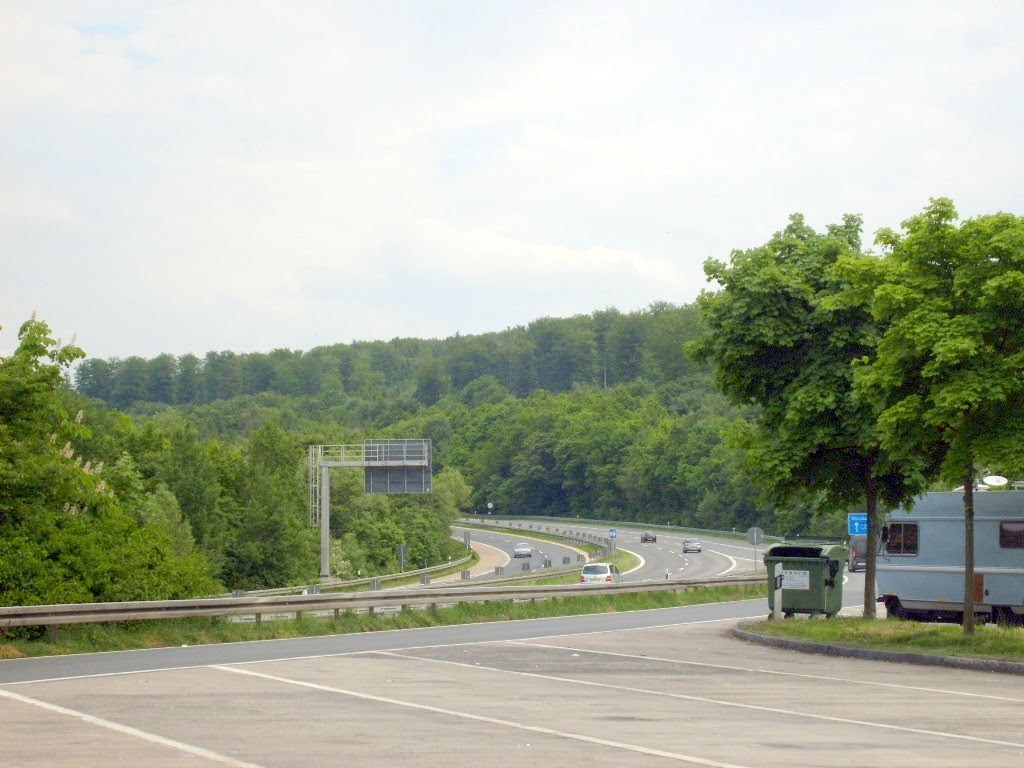
Wegrestaurant Spessart